# Paroisse d'Harvey
Pour les articles homonymes, voir Harvey.
Ne doit pas être confondu avec Harvey (Nouveau-Brunswick).
La paroisse d'Harvey est à la fois une paroisse civile et un ancien district de services locaux (DSL) canadien du comté d'Albert située dans le Sud-Est du Nouveau-Brunswick. Dans le cadre de la réforme de la gouvernance locale du 1er janvier 2023, le territoire du DSL a été réparti entre le village de Fundy Albert et le district rural de Sud-Est.

## Toponyme

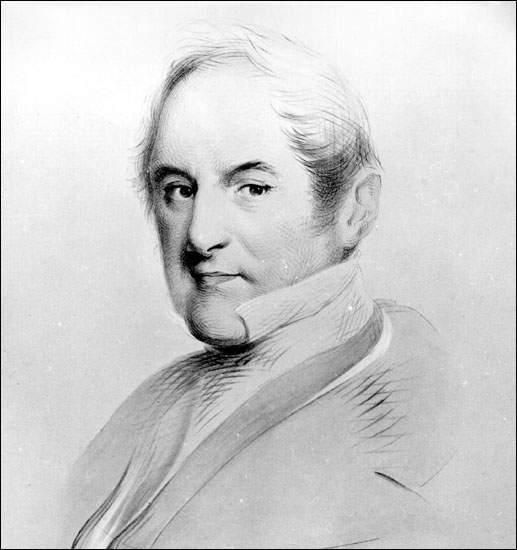
Sir John Harvey.

Harvey est nommé ainsi en l'honneur de Sir John Harvey, qui était lieutenant-gouverneur du Nouveau-Brunswick à la création de la paroisse en 1838. Le village d'Harvey est aussi nommé ainsi en son honneur.

## Géographie

### Situation
Harvey est bordé au nord par le village de Riverside-Albert et le DSL d'Hopewell, au nord-ouest par le DSL de la paroisse d'Elgin et au sud-ouest par le DSL et le village d'Alma. La baie de Chignecto (un bras de la baie de Fundy) borde Harvey du sud à l'est.
La route 114 traverse le territoire.

### Logement
La paroisse comptait 239 logements privés en 2020, dont 183 occupés par des résidents habituels. Parmi ces logements, 100 % sont individuels.
En 2006, 86,8 % des logements sont possédés alors que 13,2 % sont loués. 76,3 % ont été construits avant 1986 et 13,2 % ont besoin de réparations majeures. Les logements comptent en moyenne 7,5 pièces et 0,0 % des logements comptent plus d'une personne habitant par pièce. Les logements possédés ont une valeur moyenne de 71 762 $, comparativement à 119 549 $ pour la province.

### Hameaux et lieux-dits
La paroisse d'Harvey comprend les hameaux de Beaver Brook, Cap-Enragé, Dennis Beach, Germantown, Little Ridge, Midway, New Horton, Waterside et West River.

## Histoire

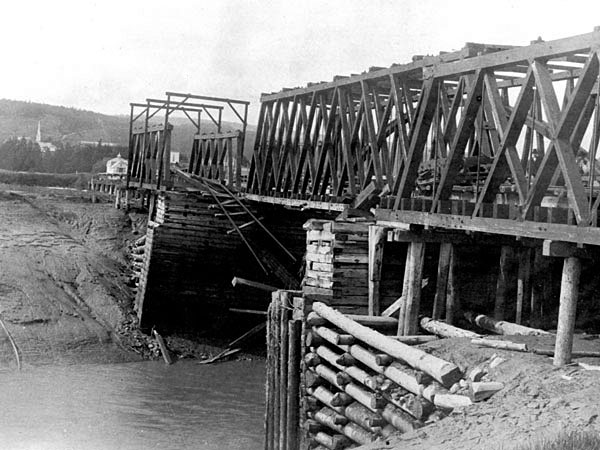
Un pont ferroviaire endommagé, en 1894.
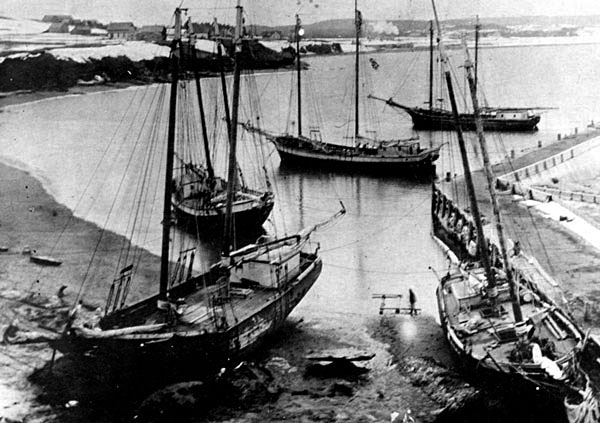
Bateaux à Waterside vers 1930.
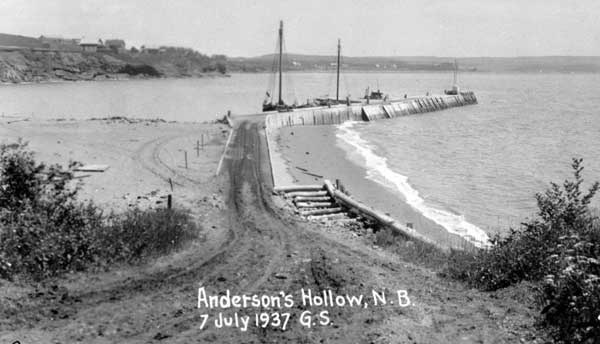
Le quai d'Anderson's Hollow en 1937.

La paroisse d'Harvey est située dans le territoire historique des Micmacs, plus précisément dans le district de Sigenigteoag, qui comprend l'actuel côte Est du Nouveau-Brunswick, jusqu'à la baie de Fundy.
Le canton d'Hopewell est concédé en 1785 à une compagnie. Des Allemands de Pennsylvanie y fondent l'établissement temporaire de Germantown en 1765 ou 1766. Il semble qu'ils obtiennent la propriété des terres à la suite d'une dispute avec la compagnie. La suite de l'histoire de la communauté n'est pas connue avec précision. Selon la tradition orale, les habitants de Germantown auraient rejoint leurs compatriotes à Hillsborough, ce qui est douteux selon William Francis Ganong. New Horton est fondé vers 1796 par des colons en provenance de Horton, en Nouvelle-Écosse. Le village moderne de Germantown est fondé vers 1800, comme d'autres villages des environs, par des colons néo-écossais.
La paroisse d'Hopewell est érigée en 1786 dans le comté de Westmorland, à partir d'un ancien canton. New Horton est fondé vers 1798 par des Néo-écossais de Horton. Waterside est fondé vers 1805, aussi par des Néo-Écossais.
La paroisse d'Harvey est érigée en 1838 à partir de portions de la paroisse d'Hopewell et du comté de Saint-Jean. Le comté d'Albert est créé en 1845 à partir d'une portion du comté de Westmorland; il inclut la paroisse d'Harvey. Lumsden est fondé vers 1850 grâce au Labour Act (Loi sur le travail), principalement par des néo-écossais. La paroisse d'Alma est créée en 1855 à partir d'une portion de la paroisse d'Harvey.
L'église unie du Canada de West River est construite en 1892.
La municipalité du comté d'Albert est dissoute en 1966. La paroisse d'Harvey devient un district de services locaux en 1967.

## Démographie
(août 2016).
Il y avait 424 habitants en 2006 contre 482 en 1996, soit une baisse de 12 % en 10 ans. Au regard de la population, Harvey se classe au 232e rang de la province.
| 2001 | 2006 | 2011 | 2016 | 2021 |
| ---- | ---- | ---- | ---- | ---- |
| 429  | 424  | 376  | 333  | 358  |

## Économie
Entreprise Fundy, membre du Réseau Entreprise, a la responsabilité du développement économique.
L'économie de la paroisse d'Harvey est basée sur l'agriculture et le tourisme.

## Administration

### Comité consultatif
En tant que district de services locaux, Harvey est administré directement par le Ministère des Gouvernements locaux du Nouveau-Brunswick, secondé par un comité consultatif élu composé de cinq membres dont un président. Il n'y a actuellement aucun comité consultatif.
| Période                                  | Période | Identité | Étiquette | Qualité |
| ---------------------------------------- | ------- | -------- | --------- | ------- |
|                                          |         |          |           |         |
|                                          |         |          |           |         |
|                                          |         |          |           |         |
| Les données manquantes sont à compléter. |         |          |           |         |

### Commission de services régionaux
La paroisse d'Harvey fait partie de la Région 7, une commission de services régionaux (CSR) devant commencer officiellement ses activités le 1er janvier 2013. Contrairement aux municipalités, les DSL sont représentés au conseil par un nombre de représentants proportionnel à leur population et leur assiette fiscale. Ces représentants sont élus par les présidents des DSL mais sont nommés par le gouvernement s'il n'y a pas assez de présidents en fonction. Les services obligatoirement offerts par les CSR sont l'aménagement régional, l'aménagement local dans le cas des DSL, la gestion des déchets solides, la planification des mesures d'urgence ainsi que la collaboration en matière de services de police, la planification et le partage des coûts des infrastructures régionales de sport, de loisirs et de culture; d'autres services pourraient s'ajouter à cette liste.

### Représentation et tendances politiques
Nouveau-Brunswick: La paroisse d'Harvey fait partie de la circonscription provinciale d'Albert, qui est représentée à l'Assemblée législative du Nouveau-Brunswick par Wayne Steeves, du Parti progressiste-conservateur. Il fut élu en 1999 puis réélu en 2003, en 2006 et en 2010.
 Canada: La paroisse d'Harvey fait partie de la circonscription fédérale de Fundy Royal, qui est représentée à la Chambre des communes du Canada par Rob Moore, du Parti conservateur. Il fut élu lors de la 38e élection générale, en 2004, puis réélu en 2006 et en 2008.

## Vivre dans la paroisse de Harvey
Le détachement de la Gendarmerie royale du Canada le plus proche est situé à Hillsborough. Le bureau de poste le plus proches est à Riverside-Albert.
Le quotidien anglophone est Telegraph-Journal, publié à Saint-Jean, et le quotidien francophone est L'Acadie nouvelle, publié à Caraquet.

## Culture

### Personnalités
- Harlan Carey Brewster (1870-1918), conservateur de saumon et homme politique, né à Harvey ;
- James Edward Wells (1836-1880), professeur, auteur et journaliste, né à Harvey.

### Architecture et monuments
Un pont couvert croise la rivière Chipoudy, le long du chemin Midway, à 500 mètres à l'est de Germantown. Le pont fut construit en 1903 et mesure 18,6 mètres de long.

### Gastronomie
Waterside Farms Cottage Winery est un vignoble ouvert au public.